# 喜多村英梨のradioキタエリ×モード
『喜多村英梨のradioキタエリ×モード』（きたむらえりのラジオキタエリモード）は、 2017年5月から2019年4月までHiBiKi Radio Stationにて配信されていたラジオ番組。

## コーナー
NORMAL×MODE
EASY×MODE
HARD MODE

## 主題歌
オープニングテーマ
- 「DiVE to GiG - K - AiM」
  - 歌・作詞：喜多村英梨
- 「TiCK TACK」
  - 歌・作詞：喜多村英梨
- 「WAVE wave WAVE」
  - 歌：IRiDESCENT//WAVE（喜多村英梨）

エンディングテーマ
- 「K'T'E'R×M'O'D'E」
  - 歌・作詞：喜多村英梨、作曲：YOSHIHIRO
- 「fall into place +++」
  - 歌：IRiDESCENT//WAVE（喜多村英梨）

## 主なイベント
喜多村英梨のradioキタエリ×モード トークイベント 番組存続審議会〜The Golden Chick〜
2018年7月8日に科学技術館サイエンスホールにて開催されたトークイベント（昼の部と夜の部）。出演者は喜多村英梨、ゲストの日笠陽子。